# Jornaleiro (Maria Pardos)
Jornaleiro é uma pintura de Maria Pardos. A data de criação é em torno de 1916. Um retrato óleo sobre tela, tem 66 centímetros de altura por 35 centímetros de largura. Faz parte da coleção do Museu Mariano Procópio, com o número de inventário 82.21.254. A obra retrata o trabalho infantil no Brasil.

## Descrição
A obra retrata um menino branco, de olhos azuis, com cerca de 10 anos de idade. Representado de perfil, seu olhar se dirige ao horizonte. É possível que tenha ascendência europeia, já que, naquele período, era comum encontrar crianças imigrantes atuando no comércio urbano. A figura do garoto domina quase todo o espaço da pintura, enquanto o fundo permanece indefinido.
A composição segue os padrões de um retrato em pose panorâmica, abrangendo a cabeça até a altura do quadril. O tema central da obra se expressa na sugestão do grito, evidenciado pela mão direita espalmada ao lado da boca aberta, indicando que o menino provavelmente está anunciando as manchetes. A mão esquerda, ausente no enquadramento, permite ao espectador imaginar que ele segura exemplares de jornal. A pintura transmite dinamismo por meio da postura expressiva da criança, capturando um momento característico do cotidiano urbano da época.

## Análise

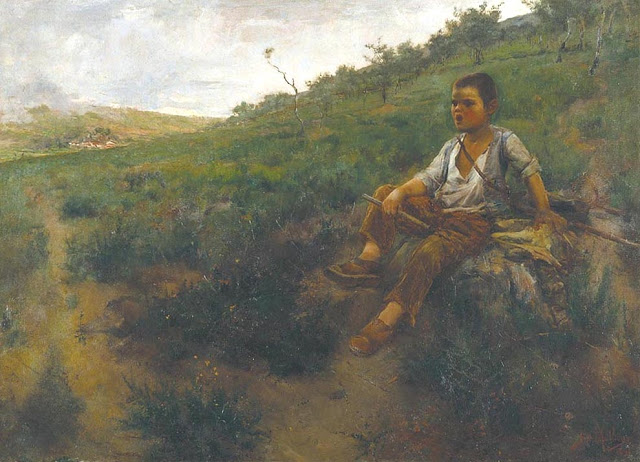
Gritando ao rebanho, de José Malhoa

Jornaleiro foi relacionada a Gritando ao Rebanho, de José Malhoa, já que ambos abordam o trabalho infantil. São ambas pinturas naturalistas, que retratam trabalhadores em seu ambiente e condição de vida, incluindo crianças em atividades laborais. Não se trata de uma obra de denúncia social, mas de representação realista, na medida em que, no período, o trabalho infantil era visto como essencial para a economia familiar.

## Exposições
- 1916 - Exposição Regina Veiga e Maria Pardos, na Galeria Jorge.[1]

- 1922 - Inauguração da Galeria de Belas Artes, no Museu Mariano Procópio.[1]